# 潑酸

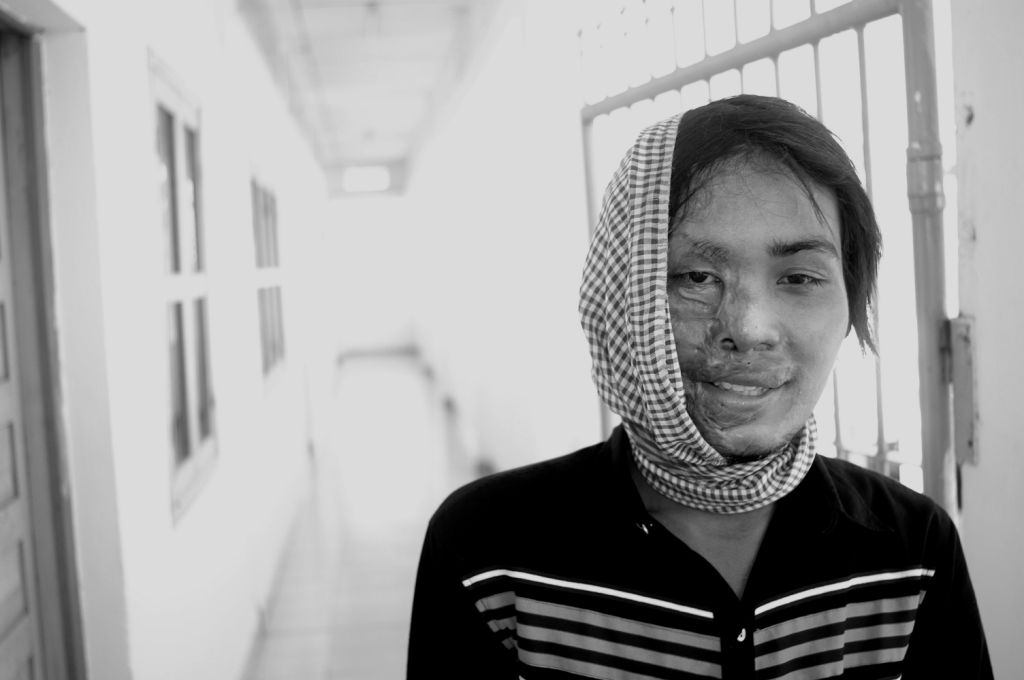
一名遭泼酸的柬埔寨人

潑酸是一種暴力攻擊形式，涉及將酸或類似腐蝕性物質投擲到另一個人的身體上，意圖毀容、致殘、折磨或殺害的行為。這些攻擊的肇事者向受害者投擲腐蝕性液體，通常是在他們的臉上，可導致永久性、部分或完全失明。在這些攻擊中使用的最常見的酸類型是硫酸和硝酸，有時使用鹽酸。